# 帕林 (埃斯昆特拉省)
帕林是危地馬拉的城鎮，由埃斯昆特拉省負責管轄，位於該國南部，距離首都危地馬拉市40公里，面積88平方公里，海拔高度1,147米，2002年人口36,756。

## 外部連結
- Municipalidad de Palín
- Arte Palineco